# Resolució 713 del Consell de Seguretat de les Nacions Unides
La Resolució 713 del Consell de Seguretat de les Nacions Unides, fou adoptada per unanimitat el 25 de setembre de 1991 després de rebre representants d'una quantitat d'estats membres i aprovant els esforços de la Comunitat Europea a la regió, el Consell va decidir imposar, sota el Capítol VII, un embargament d'armes a la República Federal Socialista de Iugoslàvia en vista del inici de lluites al país. La resolució 713 va ser la primera resolució concernent a la separació de Iugoslàvia
En la resolució, el Consell va expressar el seu complet suport als arranjaments i mesures dutes a terme per la Comunitat Europea i l'OSCE per consolidar una fi a les hostilitats a Iugoslàvia, convidant al Secretari General Javier Pérez de Cuéllar, consultant al govern iugoslau, a assistir en el procés. També va fer un anomenat a tots els grups involucrats a vigilar estrictament els acords d'alto el foc de setembre de 1991 i iniciar negociacions en la Conferència de Iugoslàvia per evitar cometre qualsevol acció que pugui augmentar les tensions a la regió.
Observant les hostilitats persistents, la resolució també va implementar un embargament a tots els enviaments d'armes i equips militars a Iugoslàvia fins que el Consell considerés el contrari, passant aquest aspecte de la resolució sota el Capítol VII en veure la situació com una amenaça a la pau i seguretat internacional. A més, ja que l'Exèrcit Popular Iugoslau estava baix control des de la capital Belgrad és considerat per alguns que altres països iugoslaus van ser col·locats en posicions inferiors des que el conflicte va continuar. La resolució s'aplicaria a tots els estats constituents que formessin Iugoslàvia, fins i tot durant la seva independència. No obstant això, Bòsnia i Hercegovina va respondre declarant que solament s'aplicava a Iugoslàvia mentre existís, i que per tant després de la independència dels seus països constituents no tindria efecte.